# Henry Jekyll y Edward Hyde
El Dr. Henry Jekyll y su personalidad alternativa, el Sr. Edward Hyde, son el personaje central de la novela, El extraño caso del doctor Jekyll y el señor Hyde, de Robert Louis Stevenson publicada en 1886. Henry Jekyll es un buen amigo del protagonista principal, Gabriel John Utterson. Jekyll es un apuesto y respetado médico inglés de mediana edad que, durante toda su vida, ha reprimido los impulsos malignos en su interior. En un intento por ocultarlos, desarrolla un suero que cree que enmascarará eficazmente su lado oscuro. En su lugar, Jekyll se transforma en Edward Hyde, la manifestación física y mental de su personalidad malvada. Este proceso se produce con creciente regularidad, hasta que Jekyll se vuelve incapaz de controlar cuando se producen las transformaciones.

## Biografía ficticia del personaje
El Dr. Henry Jekyll siempre ha sentido que ha estado luchando contra el mal en su interior (más tarde bautizado como Edward Hyde). Pasó su vida tratando de reprimir los impulsos malignos que no son adecuados para un hombre de su estatus. Eventualmente, desarrolló un suero en un intento de enmascarar su mal oculto. Sin embargo, al hacerlo, Jekyll se transforma en Hyde, una criatura horrible, violenta y sin compasión ni remordimiento. Jekyll tiene una personalidad amable y cálida, pero como Hyde, se vuelve misterioso y violento. Con el paso del tiempo, Hyde se hace más poderoso y finalmente se manifiesta espontáneamente cuando Jekyll muestra signos de debilidad física o mental.
Stevenson nunca aborda exactamente lo que hace Hyde en sus incursiones nocturnas, simplemente describe sus acciones como malvadas y lujuriosas. Por lo tanto, en el contexto contemporáneo, su comportamiento es aborrecible para la moral religiosa victoriana. Inicialmente, Hyde pudo haber estado deleitándose en actividades como involucrarse con prostitutas o cometer robos. Sin embargo, con el transcurrir del tiempo, son las actividades violentas las que parecen darle más emoción, llevándolo a atacar y asesinar a Sir Danvers Carew sin razón aparente, convirtiéndose en un forajido perseguido en toda Inglaterra.
Carew era cliente de Gabriel Utterson, abogado y amigo cercano de Jekyll, que estaba preocupado por el historial de violencia de Hyde y el hecho de que su amigo cambiara su testamento, dejándolo todo en manos de Hyde. El Dr. Hastie Lanyon, un conocido mutuo de Jekyll y Utterson, muere de la conmoción tras recibir información relacionada con Jekyll. Antes de su muerte, Lanyon le da a Utterson una carta para que la abra después de la muerte o desaparición de Jekyll.
Cuando Jekyll se niega a salir de su laboratorio durante semanas, su mayordomo, el Sr. Poole, y Utterson, irrumpen en el laboratorio. Dentro, encuentran el cadáver de Hyde con la ropa de Jekyll, aparentemente muerto por suicidio. También encuentran una carta de Jekyll a Utterson prometiendo explicar todo el macabro misterio. Utterson se lleva el documento a casa, donde primero lee la carta de Lanyon y luego la de Jekyll. La primera revela que el deterioro de Lanyon y su eventual muerte se debió a que Hyde bebió un suero o una poción y se convirtió en Jekyll frente a sus ojos. La segunda carta explica que Jekyll, habiendo permitido previamente vicios no declarados (y con ello el miedo a que el descubrimiento le llevara a perder su posición social) encontró una manera de transformarse y así permitirse sus vicios sin miedo a ser detectado. Pero la personalidad transformada de Jekyll, Hyde, era efectivamente un sociópata y totalmente indiferente a cualquiera que no fuera él mismo. Al principio, Jekyll pudo controlar las transformaciones, pero luego se convirtió en Hyde involuntariamente mientras dormía.
En ese momento, Jekyll decidió dejar de convertirse en Hyde. Una noche, sin embargo, el impulso se apoderó de él con demasiada fuerza, y después de la transformación salió corriendo y mató violentamente a Carew. Horrorizado, Jekyll intentó con más firmeza detener las transformaciones, y durante un tiempo tuvo éxito en su trabajo filantrópico. Un día, en un parque, consideró lo buena persona que había llegado a ser como resultado de sus actos (en comparación con otros), creyéndose redimido. Sin embargo, antes de completar su línea de pensamiento, se miró las manos y se dio cuenta de que de repente se había transformado de nuevo en Hyde. Esta fue la primera vez que una metamorfosis involuntaria había ocurrido en horas de vigilia. Lejos de su laboratorio y perseguido por la policía como un asesino, Hyde necesitaba ayuda para evitar ser atrapado. Escribió a Lanyon (de la mano de Jekyll), pidiendo a su amigo que recuperara el contenido de un armario de su laboratorio y que se reuniera con él a medianoche en la casa de Lanyon en Cavendish Square. En presencia de Lanyon, Hyde mezcló la poción y se transformó de nuevo en Jekyll, lo que condujo a la muerte de Lanyon. Mientras tanto, Jekyll regresó a su casa, pero se encontró cada vez más indefenso y atrapado a medida que las transformaciones aumentaban en frecuencia y necesitaban dosis aún mayores de poción para revertirlas.
Finalmente, las reservas de ingredientes con los que Jekyll había preparado la poción se agotaron, y los lotes subsiguientes preparados por el Dr. Jekyll a partir de las reservas renovadas no produjeron la transformación. Jekyll especuló que el único ingrediente esencial que hizo funcionar la poción original (una sal) debía estar contaminado. Después de enviar a Poole a una farmacia tras otra para comprar la sal que se estaba agotando y descubrir que no funcionaría, asumió que los suministros posteriores carecían del ingrediente esencial que hizo que la poción tuviera éxito en sus experimentos. Su habilidad para volver a cambiar de Hyde a Jekyll se había desvanecido lentamente en consecuencia. Jekyll escribió que incluso mientras escribía su carta, sabía que pronto se convertiría en Hyde de forma permanente, habiendo usado lo último de esta sal y se preguntaba si Hyde se enfrentaría a la ejecución por sus crímenes o elegiría suicidarse. Jekyll señaló que, en cualquier caso, el final de su carta marcaba el final de su vida. Terminó la carta diciendo: "Pongo fin a la vida del infeliz Henry Jekyll". Con estas palabras, tanto el documento como la novela llegan a su fin.

## Apariciones
Principales obras de teatro y adaptaciones cinematográficas:
- 1887. Obra de teatro, estrenada en Boston. Thomas Russell Sullivan hacía el papel del Doctor Jekyll y de Mr. Hyde. Esta fue la primera adaptación teatral seria y estuvo recorriendo Gran Bretaña durante 20 años. Siempre se liga a la actuación de Richard Mansfield, que interpretó el papel hasta 1907. El argumento se adaptó para centrarlo en una trama de amor doméstica.
- 1908. Película estadounidense. Dr. Jekyll and Mr. Hyde, primera adaptación cinematográfica de la novela, aunque sigue sobre todo las versiones teatrales.
- 1912. Película estadounidense. Dr. Jekyll and Mr Hyde. Compañía Thanhouser. Dirigida por Lucius Henderson y protagonizada por James Cruze y Florence La Badie.
- 1920. Película estadounidense. El hombre y la bestia  Dirigido por John S. Robertson. La última y más famosa de las adaptaciones mudas de la obra, protagonizada por John Barrymore. El argumento sigue la versión teatral de Sullivan, pero con algunos elementos de El retrato de Dorian Gray.
- 1931. Película estadounidense. El hombre y el monstruo. Dirigida por Rouben Mamoulian. Generalmente considerada la versión clásica de las películas, conocida por su interpretación experta, poderoso simbolismo visual, y efectos especiales innovadores. Sigue el argumento teatral de Sullivan. El actor Fredric March ganó un Oscar por su actuación y los secretos técnicos de las escenas de transformación no fueron revelados hasta décadas más tarde de la muerte del director.
- 1941. Película estadounidense. El extraño caso del doctor Jekyll dirigida por Victor Fleming. Un remake de la película de 1931. Interpretada por Spencer Tracy, Ingrid Bergman y Lana Turner.
- 1951. Película argentina El extraño caso del hombre y la bestia. Dirigida por Mario Soffici. Actuaron en ella Mario Soffici, Ana María Campoy, José Cibrián, Olga Zubarry, Rafael Frontaura, Federico Mansilla, Panchito Lombard, Arsenio Perdiguero y Diana de Córdoba.
- 1959. Le testament du Docteur Cordelier. Adaptación cinematográfica de la novela de Stevenson "El extraño caso del Dr.Jekyll y Mr.Hyde" por el director francés Jean Renoir. Jekyll es, en esta ocasión, un psiquiatra de prestigio con oscuras aspiraciones sobre el control del alma humana. Interpretada por Jean-Louis Barrault, Teddy Bilis, Michel Vitold, Jean Topart, Gaston Modot, Jean Renoir.
- 1960. Película del Reino Unido  Las dos caras del Dr. Jekyll. Dirigida por Terence Fisher para Hammer Films. Un triángulo amoroso espeluznante y escenas explícitas de serpientes, fumaderos de opio, violación, asesinatos y cuerpos estrellándose a través de azoteas de cristal.
- 1963. Película estadounidense. The nutty professor (El profesor chiflado) de Jerry Lewis. Una comedia que toma muchos elementos de la obra original. En este caso el científico loco toma la pócima para convertirse en un seductor.
- 1968. TV de EE. UU. y Canadá  Robert Louis Stevenson's The Strange Case of Dr. Jekyll and Mr. Hyde. Una serie de televisión en dos partes emitida por CBC en Canadá  y ABC en los EE. UU. Nominada para varias categorías de los premios Emmy, sigue a Hyde en una serie de conquistas sexuales y asesinatos. Vuelve a aparecer el personaje de Utterson (renombrado como Deviln). En este año el grupo británico The Who escribió una canción titulada "Dr Jekyll & Mr Hyde" en la que unas líneas de la letra hablan del doctor y su pócima la cual hace que su carácter cambie.
- 1971. Película del Reino Unido Doctor Jekyll y su hermana Hyde. Dirigida por Roy Ward Barker. La primera adaptación que muestra a Jekyll transformándose en una mujer, tan bella como maliciosa. Convierte a Jekyll en Jack el Destripador, que utiliza a “su hermana Hyde” como conveniente disfraz para sus crímenes.
- 1971. Película del Reino Unido, I, Monster. Dirigida por Steven Weeks. Modifica a Jekyll como a un psicoterapeuta freudiano de 1906. Conserva una cantidad justa del argumento original y del diálogo de Stevenson.
- 1988. Dr. Jekyll and Mr. Hyde, videojuego.
- 1989. Película estadounidense, Al borde de la locura. Protagonizada por Anthony Perkins, la cinta psicotrónica y surrealista, convierte a Hyde en Jack el Destripador.
- 1990. TV del Reino Unido, Jekyll y Hyde. Dirigida por David Wickes. Jekyll, interpretado por Michael Caine, es un viudo enamorado de una mujer casada.
- 1995. Película estadounidense, Dr Jekyll y Mrs Hyde, comedia donde el bisnieto de Jekyll hereda la fórmula, la modifica intentando mejorarla pero así se transforma en mujer, Mrs Hyde, manipuladora y ninfómana interpretada por Sean Young.
- 1996. Película estadounidense. Mary Reilly. Dirigida por Stephen Frears. Interpretada por Julia Roberts y John Malkovich y basada en la novela homónima de 1990, escrita por Valerie Martin; una revisión del argumento de Stevenson desde el punto de vista de una criada de la casa de la Jekyll llamada Mary Reilly.
- 1997. Teatro. Musical de Broadway. Jekyll and Hyde (musical). Se mantuvo durante 4 años. Aparece un triángulo amoroso de Jekyll y dos mujeres, siendo Jekyll asesinado por Utterson en el día de su boda.
- 2001. Serie. Hacen una parodia cómica en un capítulo de La paisana Jacinta (Lima-Perú). Es uno de los especiales de la serie inspirados en novelas o películas de terror, con el nombre de "El extraño caso del doctor Yekino y Mister Jaime".
- 2003. Película británica. "League of Extraordinary Gentlemen". Dirigida por Stephen Norrington y basada en la serie de cómics escrita por Alan Moore relata las aventuras de un grupo de personajes literarios con habilidades extraordinarias que son reclutados por el Imperio británico para que sirvan como agentes secretos y lo protejan de las amenazas que se ciernen sobre él. El Dr. Jekyll es interpretado por Jason Flemyng.
- 2007. Serie británica. La BBC lanzó la serie Jekyll de 6 episodios protagonizada por James Nesbitt.
- 2016. Comic Italiano. Samuel Spano se hace referencia a “Jekyll y Hayde” con el personaje protagónico.
- 2015. La canción "Me, Myself and Hyde" de la banda Ice Nine Kills narra la historia del doctor Jekyll y mr. Hyde.
- 2015. Drama surcoreano "Hyde Jekyll, Me" (하이드 지킬, 나), una historia que combina los géneros Drama, Comedia, Romance y Psicológico, donde Jang Ja Na (Han Ji Min) trabaja en el circo del famosísimo parque de atracciones "Wonderland". Mientras tanto, Goo Seo Jin (Hyun Bin) es un chaebol de tercera generación y el director general de "Wonderland". Debido a un trauma infantil, Seo Jin sufre trastorno de identidad disociativo. Pero a diferencia de la novela "Dr. Jekyll y Mr. Hyde", su doble personalidad, Robin, es alguien dulce, inocente y quien siempre intenta ayudar a los demás, mientras que Seo Jin es alguien malhumorado, controlador obsesivo y frío como un témpano con las personas, llegando a ser cruel.
- 2015. Aparece como título en la canción del disco Resurrección De José Andrëa y Uróboros.
- 2016. Serie Once Upon A Time. Después de que el Dr. Jekyll ingiere el suero que estaba desarrollando, el Sr. Hyde se manifiesta como el lado oscuro del doctor, una forma de sus deseos y tendencias más oscuras.
- 2017. En el reboot de La Momia aparece como el director de una empresa dedicada a cazar a los monstruos que en esa realidad existen, apareciendo como ambas facetas del personaje, siendo interpretado por Russell Crowe.
- 2019. La banda surcoreana EXO utilizó el título del protagonista Jekyll como parte de su séptimo álbum como sexteto Obsession en donde la letra expresa el conflicto interno con el alter ego que tenemos en nosotros mismos.